# Katastrofa samolotu DC-3 linii Royal Nepal Airlines (1962)
Katastrofa samolotu DC-3 linii Royal Nepal Airlines – katastrofa lotnicza, do której doszło 1 sierpnia 1962 roku, kiedy Douglas DC-3 obsługiwany przez Royal Nepal Airlines rozbił się w Nepalu w drodze z portu lotniczego Katmandu do portu lotniczego Indiry Gandhi w Delhi w ramach międzynarodowego lotu pasażerskiego. Wrak samolotu o rejestracji 9N-AAP został znaleziony w pobliżu Tulachan Dhuri. W katastrofie zginęło wszystkie 10 osób obecnych na pokładzie – 6 pasażerów i 4 członków załogi. Poszukiwania wraku zaczęły się 2 sierpnia, a został znaleziony on 9 sierpnia 1962 roku. Była to druga katastrofa lotnicza tego nepalskiego przewoźnika.

## Samolot
Samolotem biorącym udział w katastrofie był Douglas C-47 Skytrain. Była to wersja samolotu Douglas DC-3, obsługiwana przez Royal Nepal Airlines. Jego dziewiczy lot odbył się w 1943 roku w siłach powietrznych Stanów Zjednoczonych. Zanim został kupiony przez Royal Nepal Airlines w 1962 r., był obsługiwany przez linie Orient Airways i Pakistan International Airlines.

## Załoga i pasażerowie
Wszystkie osoby obecne na pokładzie zginęły w katastrofie. Wśród nich było 4 członków załogi i 6 pasażerów, w tym ambasador Indii w Nepalu. Oficjalny raport Urzędu Lotnictwa Cywilnego Nepalu stwierdzał, że piloci byli bardzo doświadczeni.

## Przebieg lotu
Lot był międzynarodowy. Samolot wystartował z międzynarodowego lotniska Tribhuvan o 12:21 NPT do lotniska Palam. W Katmandu nie było możliwości poznania prognozy pogody, ale piloci mieli dostać o niej informacje podczas lotu. O godzinie 13:15 NPT kontrola ruchu lotniczego w Kalkucie miała po raz ostatni kontakt z załogą. Potem nie było już żadnego kontaktu z załogą.
W tym czasie był to najgorszy wypadek lotniczy w historii Nepalu. Był to drugi wypadek samolotu tego typu obsługiwanego przez linie Royal Nepal Airlines, które były wówczas jedynym operatorem linii lotniczych w Nepalu.

## Śledztwo
2 sierpnia 1962 roku władze lotnictwa cywilnego Nepalu zainicjowały operacje poszukiwawczo-ratownicze, ale wrak samolotu został znaleziony dopiero 9 sierpnia 1962 roku w pobliżu Tulachan Dhuri na górze o wysokości ok. 3400 metrów.
W oficjalnym raporcie podano przyczynę wypadku jako wynik „faktu, że samolot zboczył z kursu podczas lotu z użyciem przyrządów ze względu na warunki meteorologiczne i usiłował osiągnąć wysokość, na której byłby w stanie wznowić lot zgodnie z przepisami dotyczącymi lotów z widocznością”, zanim zderzył się z górą na wysokości ok. 3400 metrów. Zaproponowano również zmianę trasy przelotu między Katmandu i New Delhi.